# Oscar Brazzi
Pour les articles homonymes, voir Brazzi.
Oscar Brazzi, né le 1er octobre 1918 à Bologne (Émilie-Romagne) et mort le 24 février 1998 à Rome (Latium), est un réalisateur, producteur de cinéma et acteur italien.

## Biographie
Le frère de l'acteur Rossano Brazzi, de deux ans son cadet, a occupé de nombreuses fonctions dans le monde du cinéma depuis le début des années 1950. Il a été secrétaire et régisseur général, directeur de production et organisateur, enfin producteur de films et — également à partir de 1968 — réalisateur de quelques longs métrages. Les films qu'il finançait et qu'il réalisait en partie sur la base de son propre scénario avaient une orientation principalement commerciale ; il les réalisait pour sa propre société, Chiara Film, en employant à plusieurs reprises son frère. En 1983, il s'est retiré des affaires actives. On l'a également vu à deux reprises en tant qu'acteur. Il utilisait occasionnellement le pseudonyme d'Oswald Bray.

## Filmographie

### Réalisateur
- 1968 : Il diario segreto di una minorenne (è nata una donna)
- 1969 : Vita segreta di una diciottenne
- 1970 : Intimità proibite di una giovane sposa
- 1971 : Il sesso del diavolo
- 1973 : Il gatto di Brooklyn aspirante detective (it)
- 1975 : Gli angeli dalle mani bendate (it)
- 1975 : Giro girotondo... con il sesso è bello il mondo (it)
- 1976 : Atti impuri all'italiana (it)
- 1978 : Il vangelo secondo San Frediano (it)
- 1980 : Champagne... e fagioli (it)